# The Party’s Over
The Party’s Over ist das Debütalbum der englischen Band Talk Talk. Es erschien im Juli 1982. Musikalisch wird es oft dem Synthie-Pop, der New Wave bzw. dem Sophisti-Pop zugeordnet.

## Entstehung
Das Album wurde von Colin Thurston produziert, der zuvor als Toningenieur für David Bowie tätig gewesen war, aber auch die ersten beiden Alben der britischen Band Duran Duran produziert hatte. Mike Robinson mischte das Album ab. Das Albumdesign stammt von Bill Smith, der für das Cover ein Gemälde von James Marsh verwendete.

## Veröffentlichung und Rezeption
The Party’s Over wurde im Juli 1982 über EMI Records veröffentlicht, nachdem bereits Mirror Man im Februar 1982 und Talk Talk im April 1982 vorab als Singles erschienen waren.
In Großbritannien wurde dann die dritte Single Today ein Top-20-Hit. Die remixte Version der Single Talk Talk erreichte 1983 Platz eins in Südafrika und Platz 23 in Großbritannien.
In Großbritannien erreichte die Platte Platz 21 der Charts und Silberstatus. In den Vereinigten Staaten erreichte das Album Platz 132 der Billboard Top 200. In Neuseeland war das Album ein Hit und erreichte Platz acht, auch aufgrund des Erfolgs von der Single Today, die dort 1983 Platz zehn erreichte. In Schweden kam das Album auf Platz 47.

## Titelliste
| Nr. | Titel                    | Länge |
| --- | ------------------------ | ----- |
| 1.  | Talk Talk                | 3:23  |
| 2.  | It’s So Serious          | 3:21  |
| 3.  | Today                    | 3:30  |
| 4.  | The Party’s Over         | 6:12  |
| 5.  | Hate                     | 3:58  |
| 6.  | Have You Heard the News? | 5:07  |
| 7.  | Mirror Man               | 3:21  |
| 8.  | Another Word             | 3:14  |
| 9.  | Candy                    | 4:41  |